# Chrysopilus caducus
Chrysopilus caducus är en tvåvingeart som först beskrevs av Christian Rudolph Wilhelm Wiedemann 1828.  Chrysopilus caducus ingår i släktet Chrysopilus och familjen snäppflugor. Inga underarter finns listade i Catalogue of Life.